# 후지시마 아키라

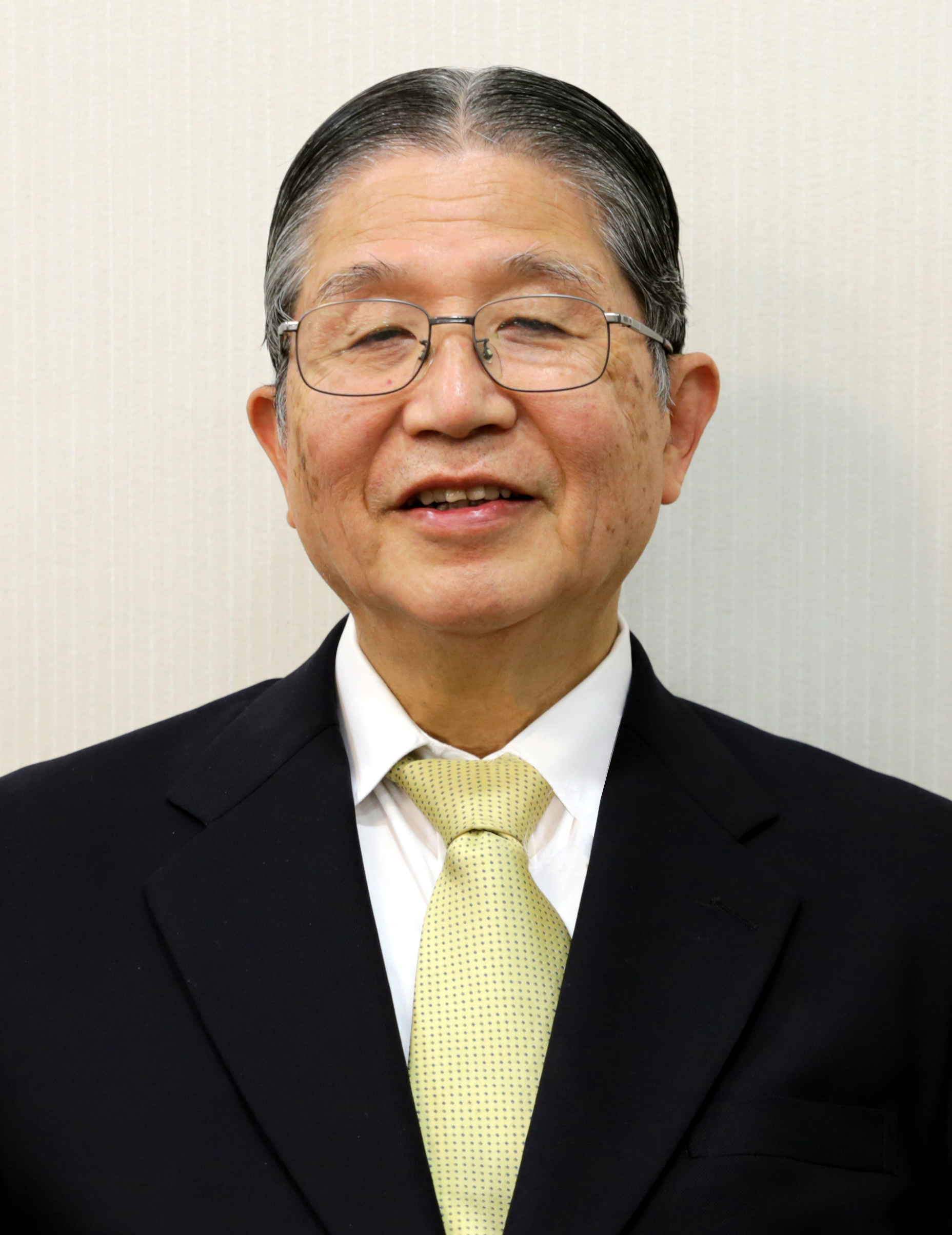

후지시마 아키라(일본어: 藤嶋昭, 1942년 3월 10일 ~ ）는 일본의 화학자이다. 대학원생이던 1967년 광촉매 반응을 발견했다. 이는 공동연구자인 혼다 겐이치의 이름과 합쳐서 혼다-후지시마 효과라고 불린다. 2012년 기준으로 도쿄이과대학 학장이다.